# Парламентские выборы в Британском Гондурасе (1957)
Парламентские выборы в Британском Гондурасе прошли 20 марта 1957 года. В результате правящая Народная объединённая партия выиграла все девять избираемых мест парламента. Это были первые выборы партии под руководством Джорджа Кэдла Прайса, который возглавлял партию вплоть до 1996 года.
Партия независимости Гондураса, отделившаяся от Народной объединённой партии в предыдущем 1956 году, была основана анти-ценовой фракцией в НОП во главе с бывшим лидером партии Ли Ричардсоном. Партия выставила пять из возможных девяти кандидатов, но не получила ни одного места.
Выборы стали последними для проколониальной Национальной партии. Чарльз Уэстби, её единственный успешный кандидат на выборах 1954 года, баллотировался в этот раз как независимый. В следующем 1958 году Партия независимости Гондураса и Национальная партия объединились в Партию национальной независимости.

## Результаты
| Партия                               | Голоса | %     | Места |
| ------------------------------------ | ------ | ----- | ----- |
| Народная объединённая партия         | 6 876  | 61,32 | 9     |
| Партия независимости Гондураса       | 2 057  | 18,34 | 0     |
| Национальная партия                  | 1 449  | 12,92 | 0     |
| Независимые                          | 832    | 7,42  | 0     |
| Недействительных/пустых бюллетеней   | 420    | –     | –     |
| Всего                                | 11 214 | 100   | 9     |
| Зарегистрированных избирателей/ Явка | 22 058 | 52,7  | –     |